# Stroganow

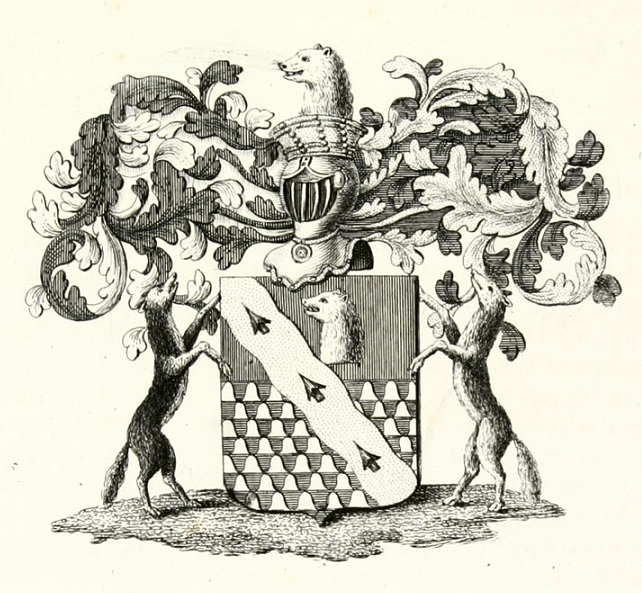
Familienwappen der Stroganows (1798)

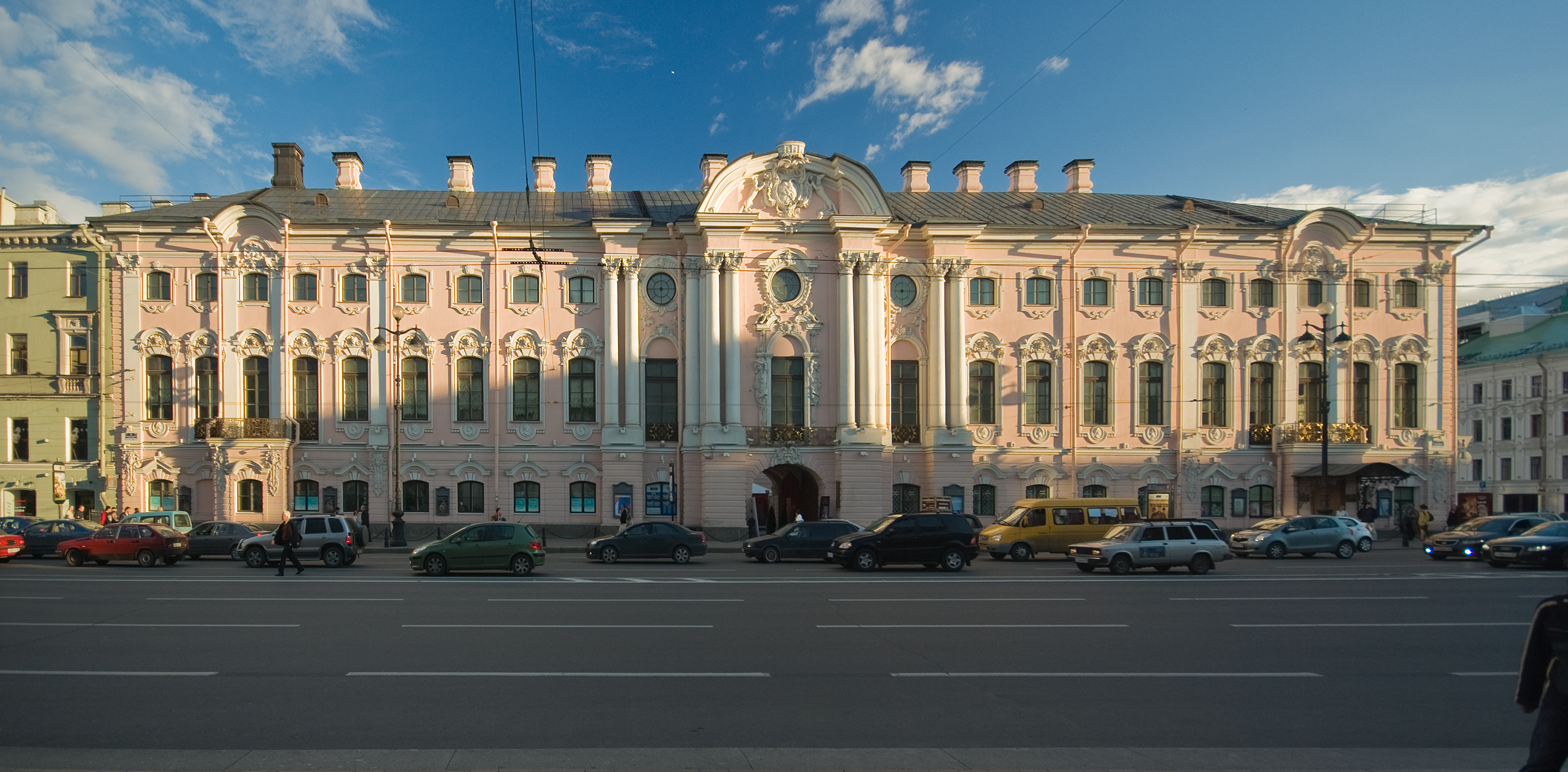
Stroganow-Palast in Sankt-Petersburg

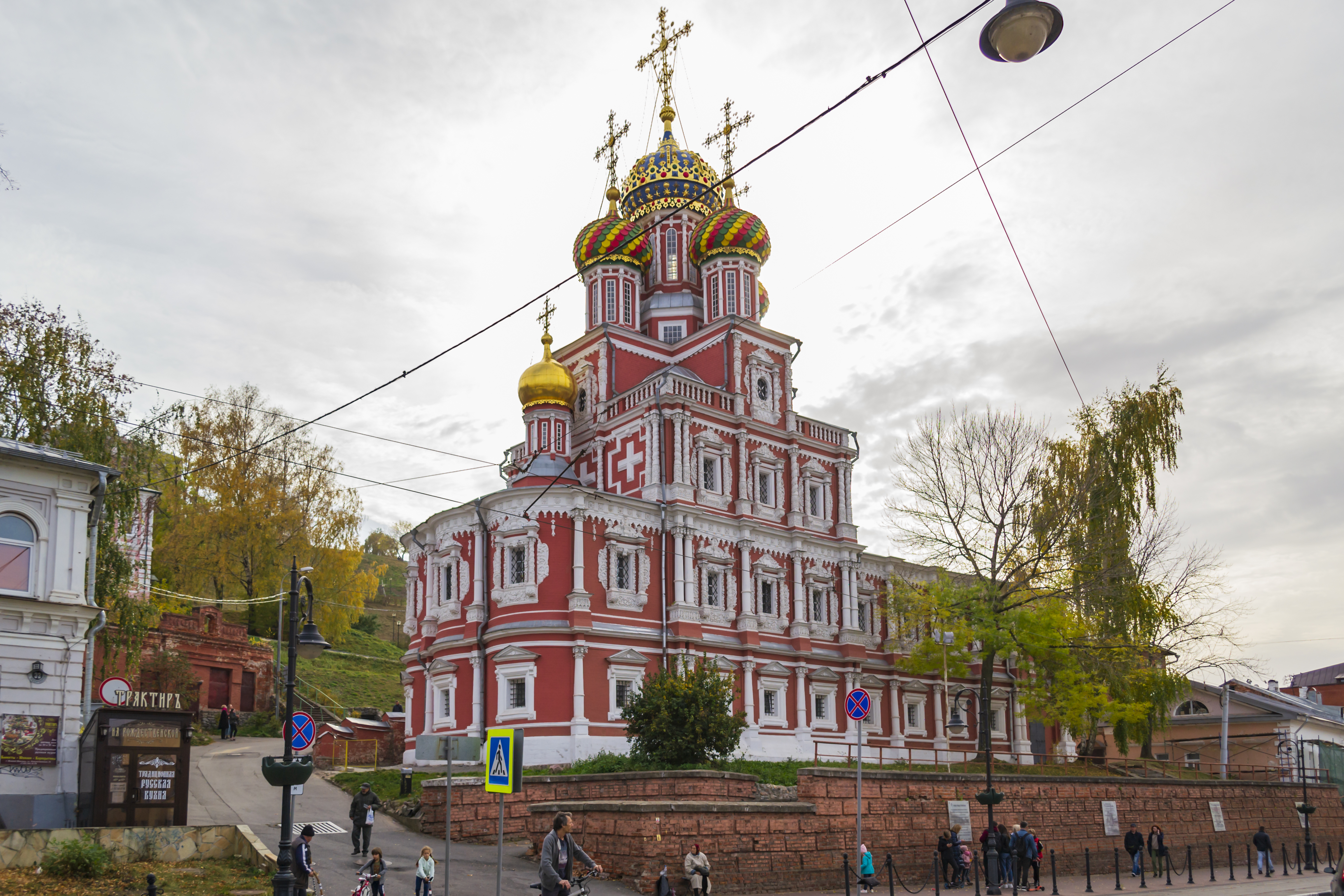
Mariä-Geburt-Kathedrale in Nischni Nowgorod (1696 bis 1716), ein Beispiel des Stroganow-Barock

Stroganow (russisch Стро́ганов) ist der Name einer russischen Kaufmannsfamilie, deren Tätigkeit sich bis ins 14. Jahrhundert zurückverfolgen lässt. Der Aufstieg der Stroganows begann im späten 15. Jahrhundert, als sie durch den Salzhandel zu großem Reichtum und Einfluss gelangten und zu den Hauptrepräsentanten der Wirtschaft im Zarentum Russland avancierten. Durch ihre Sonderrechte, Truppen zum Schutz ihrer Ländereien aufzustellen, leisteten sie im späten 16. Jahrhundert der russischen Expansion nach Sibirien erheblichen Vorschub. Mit der Zeit besaß die Familie in Sibirien Millionen von Hektar Grund, dazu Eisen- und Goldgruben. Im Russischen Kaiserreich wurden mehrere Zweige der Stroganows in den Grafen- und Baronenstand erhoben. Aus dem Geschlecht der Stroganows entstammten mehrere bedeutende Staatsmänner, Militärs und Kunstmäzene. Nach den Stroganows ist eine bestimmte Barock-Richtung in Russland aus der Zeit Peters des Großen benannt, der Stroganow-Barock.

## Geschichte
Als Stammväter gelten vier Handelsleute: Spiridon, Kusma, Luka und Fjodor, deren Vorfahren Bauern aus dem Weißmeerraum waren und den Pomoren angehörten. Der Aufstieg der Familie Stroganow begann im 15. Jahrhundert. Vor allem die Gewinne aus dem Handel und der Salzförderung in Solwytschegodsk und am Ural ließen sie schnell zu einer der reichsten und einflussreichsten Familien in Russland werden. Die Gunst des Zaren sicherten sie sich, indem sie zum Beispiel Truppen für den Livländischen Krieg stellten und ausrüsteten. Die Zaren wiederum sicherten sich diese Unterstützung durch Landgeschenke an die Familie Stroganow. 
Unter Zar Iwan IV. übten die Stroganows bedeutende Staatsämter aus und beteiligten sich als Sonderbeamte und Bevollmächtigte an der Politik und den Handelsgeschäften der russischen Regierung.
Sie erhielten 1558 vom russischen Zar Iwan IV. das alleinige Handelsrecht in Sibirien und wurden mit dessen kolonialer Erschließung beauftragt. Die Stroganows unterhielten hierzu eigene Truppen und Festungen in Sibirien, um ihre Ländereien vor Einfällen der Tataren zu schützen. Im Auftrag der Familie Stroganow unternahm der Kosakenführer Jermak Timofejewitsch um 1582 die Eroberung des Khanates Sibir.
1722 wurde die Familie von Zar Peter I. entmachtet, was ihn jedoch nicht daran hinderte, sie in den russischen Baronenstand zu erheben. Kaiser Franz I. erhob 1761 Alexander Sergejewitsch Stroganow (1733–1811) in den Grafenstand. Die Stroganows waren bedeutende Mäzene. In den von ihnen finanzierten Werkstätten wurde ein miniaturhafter luxuriöser Ikonenstil gepflegt, die „Stroganow-Schule“. Diese Kunstrichtung wird auch als Stroganowstil bezeichnet. Die Stroganows wanderten nach der Oktoberrevolution nach Frankreich aus.

## Personen
- Alexander Sergejewitsch Stroganow (1733–1811), russischer Diplomat am Wiener Hof (18. Jahrhundert)
- Grigori Alexandrowitsch Stroganow (1770–1857), russischer Diplomat
- Jelisaweta Alexandrowna Stroganowa (auch Elisabeth Stroganoff Demidoff; 1779–1818), russische Aristokratin
- Pawel Alexandrowitsch Stroganow (1774–1817), russischer Generalleutnant
- Sergei Grigorjewitsch Stroganow (1794–1882), russischer Offizier, Staatsbeamter, Archäologe, Kunstsammler und Mäzen
- Sofja Wladimirowna Stroganowa (1775–1845), russische Hofdame, Unternehmerin und Mäzenin